# Баймаки (Золочівський район)
Баймаки́ —  село в Україні, у Золочівському районі Львівської області. Населення становить 100 осіб. Орган місцевого самоврядування - Буська міська рада.